# Grote Bentel
De Grote Bentel (ook bekend als Grooten Bentel, Oranjemolen of Coppensmolen) in de Belgische gemeente Turnhout is een niet-maalvaardige windkorenmolen. De grondzeiler ligt op een molenbelt en herbergt nu een architectenbureau en woning en is uitwendig aan het vervallen (2009). De molen werd in 1842 gebouwd op een perceel gesitueerd waar eerder een standerdmolen van het kasteel van Turnhout lag. Nadat het binnenwerk in 1912 door brand werd verwoest, werd de molen hersteld met onderdelen van een molen uit Dordrecht. Tussen 1842 en 1913 kende de molen meerdere eigenaars, van wie de laatste (Coppens-Jansen) tevens de laatste beroepsmolenaar was. In 1969 werd de molen deels gerestaureerd door fa. Caers uit Retie, en sindsdien zijn de molen en de belt in gebruik als woning en bedrijfsruimte. De Grote Bentel werd 18 november 1991 monumentenstatus toegekend. De molen is in 2012 door de firma Adriaens uit Weert (Nederland) weer maalvaardig gerestaureerd.

## Molenaars en eigenaars
- 1848: Hoskens
- 1873: verkocht aan molenaar Nefkens
- 1887: verkocht aan molenaar Van Gils
- 1913: verkocht aan molenaar Coppens-Jansen
- ca1970: woonhuis / architectenbureau voor dhr.  Lou Jansen

## Technische gegevens
De molen heeft
- geklonken, stalen potroeden en een gietijzeren askop
- een intact roerend werk met onder meer twee maalstoelen, een aswiel met houten as, Vlaamse vang en moerbalken afkomstig van een dordtse achtkant.
- Engels kruiwerk